# Wolpertshausen
Wolpertshausen település Németországban, azon belül Baden-Württembergben. Lakosainak száma 2425 fő (2023. december 31.).

## Népesség
A település népessége az elmúlt években az alábbi módon változott:
| Lakosok száma | 1453 | 1402 | 1250 | 1180 | 1212 | 1512 | 1817 | 2020 | 2045 | 2425 |
|               | 1961 | 1967 | 1974 | 1980 | 1987 | 1993 | 2000 | 2006 | 2013 | 2023 |